# Viktor Mjasnikov
Viktor Mjasnikov (* 3. září 1948 Čistopol) je bývalý sovětský atlet, běžec, sprinter a překážkář.

## Sportovní kariéra
V 70. letech 20. století patřil k předním evropských překážkářům. V roce 1976 se stal halovým mistrem Evropy v běhu na 60 metrů překážek. O rok později skončil na evropském halovém šampionátu v této disciplíně druhý.